# Pueblo Nuevo (Rocha)
Pueblo Nuevo es una localidad balnearia del departamento de Rocha, Uruguay.

## Ubicación
El balneario se encuentra situado en la zona sureste del departamento de Rocha, sobre las costas del océano Atlántico, al noreste de La Paloma, entre este balneario y Cabo Polonio. Se accede desde el km 244 de la ruta 10.

## Historia
La zona comprendida entre La Paloma y Cabo Polonio, donde se ubica Pueblo Nuevo fue fraccionada en la década de 1940. Este fraccionamiento se lo denominó originalmente San Bernardo, sin embargo el balneario no fue desarrollado. En la década de los ochenta empresarios argentinos compraron terrenos para desarrollar emprendiemientos inmobiliarios en la zona. El fraccionamiento pasó entonces a denominarse Pueblo Nuevo y se comenzaron a vender los terrenos. De acuerdo al Plan de Ordenamiento y Desarrollo Sustentable de la Costa Atlántica, este balneario fue determinada como área dedicada al turismo de baja intensidad.

## Población
Según el censo de 2011 la localidad contaba con una población de 10 habitantes.
| 10            |
| (Fuente: INE) |